# Moreanți, Kărdjali
Moreanți (în bulgară Морянци) este un sat în comuna Krumovgrad, regiunea Kărdjali,  Bulgaria. 

## Demografie
Componența etnică a satului Moreanți
     Turci (99,14%)
     Nicio identificare (0,85%)
     Altele (0%)
La recensământul din 2011, populația satului Moreanți era de 117 locuitori. Din punct de vedere etnic, majoritatea locuitorilor (99,14%) erau turci. Pentru 0,85% din locuitori nu este cunoscută apartenența etnică.